# Ross Flood
Ross Flood (28. prosince 1910, Braman - 23. května 1995, Stillwater) byl americký zápasník. V roce 1936 na olympijských hrách v Berlíně, ve volném stylu v bantamové váze vybojoval stříbrnou medaili.